# Eubazus semicastaneus
Eubazus semicastaneus är en stekelart som först beskrevs av Marshall 1893.  Eubazus semicastaneus ingår i släktet Eubazus och familjen bracksteklar. Inga underarter finns listade i Catalogue of Life.